# Saint-Rémy (Saona y Loira)
 Saint-Rémy  es una población y comuna francesa, en la región de Borgoña, departamento de Saona y Loira, en el distrito de Chalon-sur-Saône y cantón de Chalon-sur-Saône-Sud.

## Demografía
| 3787 | 4126 | 4926 | 5177 | 5627 | 5961 |
| Para los censos de 1962 a 1999 la población legal corresponde a la población sin duplicidades (Fuente: INSEE [Consultar]) |      |      |      |      |      |